# Escut de Sagunt
L'escut de Sagunt és un símbol representatiu de Sagunt, municipi del País Valencià, a la comarca del Camp de Morvedre. Té el següent blasonament:
| « | Escut caironat. D'or, quatre pals de gules. Fora de l'escut a l'extrem, sobre els dos costats superiors de l'escut, cinc estrelles d'argent de sis puntes. A destra i sinistra dels costats inferiors, una M i una L d'or respectivament. Davall de l'escut, una flor de lis d'atzur. Per timbre, una corona reial oberta. | » |

## Història
L'Ajuntament intentà rehabilitar el seu escut tradicional en 1998 i inicià el procediment per a la seua aprovació mitjançant Acord del Ple de l'Ajuntament de 25 de juny i informació publica en DOGV núm. 3.303 de 7 d'agost; tot això d'acord amb l'article 187 del Reglament d'organització de les entitats locals. No obstant, finalment, no va ser aprovat per l'òrgan competent del Govern Valencià, segons estableix l'article 186 del mencionat Reglament.
Els quatre pals al·ludeixen a la seva condició de vila reial, conquerida als musulmans per Jaume I poc abans de la ciutat de València. L'escut, similar als de València, Vila-real i Cullera, se'n diferencia pels ornaments exteriors.
Les estrelles són una concessió de Felip III el 1599, a fi de premiar la vigilància dels habitants de la vila davant els atacs barbarescos. La L (inicial de lleial) fou concedida per Felip V el 1709, i també la flor de lis (atribut borbònic), com a premi a la lleialtat mostrada durant la guerra de Successió. Finalment, la lletra M (inicial de molt lleial) va ser una concessió de Ferran VII a la població com a recompensa simbòlica a l'heroica defensa del castell el 1811 davant els exèrcits de Napoleó Bonaparte.